# 自有品牌生產
自有品牌生產（英語：Original Brand Manufacturer，縮寫作），也譯作原創品牌設計，所指的就是生產商建立自有品牌，並以此品牌行銷市場的一種作法。由設計、採購、生產到販售皆由單一公司獨立完成，或者管理外包。
常見的例如富士康收購供應商後，推出自有品牌手機與電視等產品。